# 松戸市立寒風台小学校
松戸市立寒風台小学校（まつどしりつ さむかぜだいしょうがっこう）は、千葉県松戸市にある市立小学校。

## 沿革
- 1972年4月1日 - 松戸市立上本郷小学校・松戸市立高木小学校・松戸市立稔台小学校の学区を変更して開校
- 1972年7月6日 - プール完成
- 1973年4月5日 - 校歌・校旗制定
- 1979年4月1日 - 松戸市立上本郷第二小学校開校のため学区を一部変更

## 教育方針

### 経営の基本方針
『信頼される学校作り』〜学校、保護者、地域が豊かな関係を築く〜

### 学校教育目標
- さそって仲良し（人間性・情）
認め合い、助け合い、鍛え合う仲間づくり
- むかって学び（学力・知）
個々の可能性を見いだすわかる授業づくり
- からだをきたえ（体力・体）
自分の目標にあった体力づくり
- ぜん力出そう（意志・意）
自ら考え、積極的に動き、働く経験づくり

## 学校行事
| - 4月 着任式、始業式、入学式、1年生を迎える会、徒歩遠足 - 5月 運動会 - 6月 プール開始 | - 7月 林間学園（5年）、終業式 - 8月 - 9月 始業式、修学旅行（6年） | - 10月 - 11月 音楽祭、マラソン記録会 - 12月 終業式 | - 1月 始業式 - 2月 6年生を送る会 - 3月 卒業証書授与式、修了式、辞校式 |

## 学区
- 松戸市
  - 松戸新田の一部
    - 庚申後（271番地から279番地）、地尻（280番地から285番地）、作（286番地から293番地）、新堀（294番地から313番地）、寒風台（314番地から316番地）、久兵衛分（322番地から345番地）、大作（346番地から389番地）、山中（390番地から417番地）、庚申前（418番地から437番地）、一本槻（575番地の1から575番地の4、575番地の6、575番地の18、575番地の31から575番地の32、575番地の34、575番地の36、575番地の43、575番地の50から575番地の54、575番地の60から575番地の63、576番地、577番地、579番地から582番地）、二本槻(584番地から604番地）、一年栗（605番地から618番地）

  - 稔台のうち1番地の1と2
  - 稔台一丁目のうち1番地の13から1番地の33と2番地から6番地
  - 日暮二丁目のうち10番地から16番地
  - 千駄堀の一部
    - 小ナラ下（95番地、108番地から126番地）、堂面（129番地から149番地、163番地、170番地の2、171番地から173番地）、西郷（174番地から200番地）、北郷（201番地から260番地）、大田（261番地から283番地）、谷中（284番地から331番地）、諸面（657番地から665番地）、向山（666番地から692番地）、東（693番地から742番地）、清水（743番地から791番地）、芋ノ作（891番地から922番地）、南屋敷（923番地から960番地）、天神脇（961番地から990番地、992番地から1022番地）、第六天（1030番地、1038番地から1039番地）、出戸（1188番地から1214番地）、向新田（1215番地から1255番地）、寒風（1324番地から1426番地）、前新田（1618番地から1866番地、1911番地から1933番地）、駒形（1490番地から1509番地）

  - 上本郷のうち三丁目の4060番地から4433番地と、四丁目の4434番地から4436番地と4671番地から4676番地

## 著名な卒業生
- 涌井秀章 - プロ野球選手（中日ドラゴンズ）

## 交通
- 京成松戸線松戸新田駅より徒歩約12分